# Yasuhide Ihara
Yasuhide Ihara (井原 康秀 Ihara Yasuhide?, nacido el 8 de marzo de 1973 en Saga) es un exfutbolista japonés. Jugaba de defensa y su último club fue el Shonan Bellmare de Japón.

## Trayectoria

### Clubes
| Club               | País  | Año         |
| ------------------ | ----- | ----------- |
| NKK                | Japón | 1991 - 1993 |
| Kyoto Purple Sanga | Japón | 1994 - 1997 |
| Sagan Tosu         | Japón | 1998 - 2000 |
| Shonan Bellmare    | Japón | 2001 - 2003 |